# 九州大学生両親殺害事件
九州大学生両親殺害事件（きゅうしゅうだいがくせいりょうしんさつがいじけん）は、2023年（令和5年）3月9日に佐賀県鳥栖市で九州大学の学生が両親を殺害した事件である。

## 事件の概要

### 事件の発生
2023年3月9日に、九州大学に通う19歳の大学生が佐賀県鳥栖市の実家で50代の父親と40代の母親の両親をナイフで複数回刺して殺害した。犯人は父親を殺すつもりで犯行に及んだが、それを止めに入った母親も刺したことで母親も死亡した。死亡した夫婦と長女が共に暮らしており、帰宅した長女が1階の居間で両親が死亡しているのを発見していた。
犯人は同日夜に殺害現場から約130キロメートル離れた山口県長門市内のコンビニエンスストアの駐車場で緊急逮捕された。犯人の車からは3本の刃物が押収されていた。
この事件の犯人は3月31日に佐賀地方検察庁から佐賀家庭裁判所に送致されたが、犯行の様態や結果に加え、犯人は19歳であることなどを考慮すれば、刑事処分以外を選択することは相当ではないとされて、4月24日に佐賀家庭裁判所から佐賀地方検察庁に送致された。

### 特定少年
5月1日に佐賀地方検察庁は犯人を起訴したが、ここで犯人の氏名が公表された。この事件の犯人というのは、少年法が改正されることにより実名報道を行うことが可能になった特定少年に該当していた。犯人は特定少年に該当することから成人と同じ量刑を言い渡される可能性がある。20歳未満の犯行であったために、当初は少年犯罪として佐賀家庭裁判所に送致されていた。だが特定少年のため成人と同じ裁判を受けることになった。裁判では被害者特定事項ということで、犯人の名前などが伏せられて進行した。犯人の姿は傍聴席からは見えないように遮蔽された。報道ではこれへの対応が分かれて、犯人を匿名のまま報道したところもあれば、実名で顔写真も公表して報道したところもあった。

## 裁判
2023年9月1日にこの事件の裁判員裁判の初公判が佐賀地方裁判所で開かれる。ここで犯人は罪状認否で間違い無いと起訴内容を認めた。母親を殺害したことについては殺意は無かったと述べた。ここでの検察側によると、犯人は小学校時代から父親に成績について叱られており悪い感情を抱き、中学生の頃から父親に対する殺意を抱いていた。事件が発生する時点では大学での成績が悪いために実家に呼ばれて、このことをきっかけとして殺害を決意していた。凶器はインターネットで購入しており、それで父親を背後から刺して、その時に止めに入っていた母親も刺していた。検察官は母親も複数回刺していたために、母親への殺意もあったと述べられた。
9月5日に行われたこの事件での裁判での証人尋問では、犯人の心理状態を鑑定した臨床心理学の専門家も出廷して、そこでは養育環境に問題があり、このことが事件につながったということが述べられた。犯人は母親を殺害したことについては、母親は味方でいてくれたものの恩を仇で返すことになって申し訳ないと述べた。この証人尋問には父親の弟も出廷しており、この人物は被害者の父親のことを人の気持ちを考えられない性格と述べた。弟は被害者からは長男の成績が良くないということを頻繁に聞かされており、強く当たっていたということを述べている。だが父親は長男のことは嫌っていなかっただろうと述べる。臨床心理学の専門家はこの事件のことを、犯人は父親の支配から逃れたいためには殺害するしかないために起こしたのではないだろうかと推測する。父親が人格否定や暴力を行っていたことが、長男の自己同一性や共感性の形成を阻害していたのではないだろうかとする。この父親というのは自身の学歴や職歴を長男も周囲の人々に対しては詐称していた。このことから父親は自身のコンプレックスを解消するために長男には厳しくして高学歴になることを望んだのではないかとする。

### 判決
この事件について、犯人の弁護側は保護処分を求めていたのに対して、検察側は懲役28年を求めていた。2023年9月15日にこの事件の判決が行われて、懲役24年が言い渡された。この裁判での争点は母親への殺意の有無と、刑罰を課すかであった。検察側は母親への殺意の有無については、母親は7箇所も刺されており、うち4箇所は致命傷であったことから殺意を認めていた。この事件は2人の命が奪われたために結果は極めて深刻で、反社会性と反倫理性は著しく、保護処分にすることは社会的に認められないとした。犯人の弁護側は刑罰を課すとしても懲役5年が相当であるとしていた。判決では母親への殺意があったということが認められた。
佐賀地方裁判所での判決の量刑を不服として弁護側は控訴して、福岡高等裁判所で控訴審が行われることとなる。2024年3月6日に福岡高等裁判所で控訴審判決が行われ、そこでは第一審の判決は虐待の影響を軽視しているとはいえないとして、佐賀地方裁判所での懲役24年の判決が支持されて、刑罰の減刑を求めていた犯人の弁護側の控訴は棄却された。2024年3月19日に犯人の弁護側は福岡高等裁判所での懲役24年の判決を不服として最高裁判所に上告する。2024年8月19日に最高裁判所で犯人の弁護側の上告を棄却する決定がされて、懲役24年が確定した。